# Fright Night
Fright Night je debutové album finské power metalové skupiny Stratovarius.
Dva singly byly vydány v roce 1988, "Future Shock" and "Black Night".

## Seznam skladeb
1. "Future Shock" – 4:36
2. "False Messiah" – 5:20
3. "Black Night" – 3:43
4. "Witch-Hunt" – 3:22
5. "Fire Dance" – 2:20
6. "Fright Night" – 8:13
7. "Night Screamer" – 4:48
8. "Darkness" – 6:57
9. "Goodbye" – 1:14

## Obsazení
- Timo Tolkki – Kytara, zpěv
- Jyrki Lentonen – Basová kytara
- Antti Ikonen – Klávesy
- Tuomo Lassila – Bicí